# Messier 41
Messier 41 (také M41 a NGC 2287) je otevřená hvězdokupa v souhvězdí Velkého psa. Objevil ji Giovanni Battista Hodierna před rokem 1654 a možná ji znal již Aristotelés v roce 325 př. n. l. Hvězdokupa je od Země vzdálená okolo 2 300 světelných let a její věk se odhaduje na 190 až 240 milionů let. Obsahuje okolo 100 hvězd.
Nachází se na západním okraji jasného pásu Mléčné dráhy a je to jedna z nejsnadněji pozorovatelných hvězdokup, kterou lze snadno rozložit na jednotlivé hvězdy. Na severní polokouli je jednou z nejpříznačnějších otevřených hvězdokup zimní oblohy.

## Pozorování

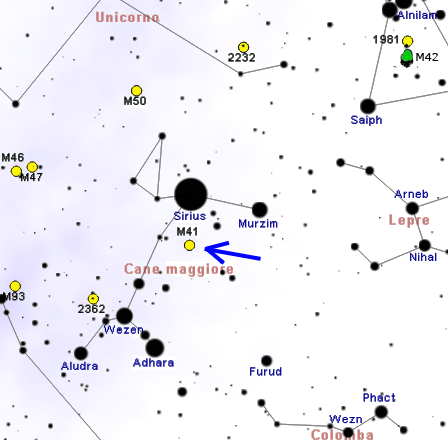
Poloha M 41 v souhvězdí Velkého psa

M41 je jasná otevřená hvězdokupa viditelná i pouhým okem, za vhodných podmínek vypadá jako jasná skvrna 4° jižně od Siria - nejjasnější hvězdy noční oblohy. Obyčejný triedr s malým zvětšením dokáže hvězdokupu téměř zcela rozložit na desítky modrých až bělavých hvězd. V místech, kde vystupuje vysoko na oblohu, je dokonce možné se v horských oblastech pokusit o její obtížné rozložení na jednotlivé hvězdy pouhým okem. Triedry jako 10x50 či 11x80 hvězdokupu rozloží ještě více, ale stále zůstane drobná část mlhovitá. V ještě větších přístrojích od průměru 114 mm již vypadá zcela rozložená s mnohými hvězdami sdruženými do dvojic, zatímco na pozadí se hemží mnoho slabších hvězd, díky kterým je hvězdokupa ještě jasnější a výrazně vystupuje na tmavé obloze.
M47 se nachází na jižní nebeské polokouli, což je poněkud výhodnější pro pozorovatele na jižní polokouli nebo v rovníkovém podnebném pásu, ale přesto je pozorovatelná téměř ze všech obydlených oblastí Země. Nejvhodnější období pro její pozorování na večerní obloze je od prosince do dubna.

## Historie pozorování
Hvězdokupu objevil Giovanni Battista Hodierna před rokem 1654 a později v roce 1749 ji nezávisle spoluobjevil Guillaume Le Gentil. Potom ji pozoroval i Charles Messier, který ji zahrnul do svého katalogu v roce 1764 s poznámkou, že pouhým okem vypadá jako mlhovina a pomocí dalekohledu je možné ji snadno rozložit na jednotlivé hvězdy. Možná ji však znal již Aristotelés v roce 325 př. n. l. - pak by byla nejslabším objektem, který byl znám již ve starověkém Řecku.

## Vlastnosti
M41 se nachází ve vzdálenosti okolo 2 300 světelných let od Země na vnějším okraji galaktického spirálního ramene Orionu a od Země se vzdaluje odhadovanou rychlostí 34 km/s. Zdánlivý průměr hvězdokupy je 38 obloukových minut, takže její skutečný rozměr v odhadované vzdálenosti je přibližně 25 až 26 světelných let. Odhady jejího stáří se nachází v rozmezí 190 až 240 milionů let. Obsahuje okolo 100 hvězd v rozmezí magnitud 7 až 13 a ještě stále obsahuje různé modrobílé hvězdy. Obsahuje také červené obry, nejjasnější z nich je spektrální třídy K3, má magnitudu 6,9 a její svítivost je přibližně 700 větší než svítivost Slunce. Další složkou hvězdokupy jsou také žlutooranžové hvězdy.